# اوزون‌تالا (زاقاتالا)
اوزون‌تالا (به لاتین: Uzuntala) یک منطقه مسکونی در جمهوری آذربایجان است که در شهرستان زاقاتالا واقع شده است. اوزون‌تالا ۶۵۷ نفر جمعیت دارد.